# Honeymoon in Vegas
Honeymoon in Vegas es una película de comedia estadounidense dirigida por Andrew Bergman y protagonizada por Nicolas Cage, James Caan y Sarah Jessica Parker. Fue estrenada el 28 de agosto de 1992.

## Argumento
Jack Singer (Nicolas Cage) juró a su madre mientras ella estaba en su lecho de muerte que nunca se casaría. Años más tarde, rompe su promesa y se declara a su novia, Betsy (Sarah Jessica Parker), y rápidamente preparan su boda en Las Vegas. Ellos se alojan en el hotel Bally's.
Antes de la boda, un rico jugador profesional, Tommy Korman (James Caan), ve en Betsy un asombroso parecido con su amada y última esposa. Se organiza una partida de póker donde Jack pierde 65.000 dólares. Korman se compromete a eliminar la deuda en caso de que pueda pasar el fin de semana con la prometida de Jack.
Después de que Korman acepta no tener sexo, la pareja acepta el trato. Jack intenta desesperadamente que Betsy dé marcha atrás y descubre que Korman la ha llevado a Hawái, donde él tiene a su familia. Korman tiene un amigo, Mahi Mahi (Pat Morita), cuyo trabajo es mantener a Jack alejado de él y Betsy. Jack lo descubre y va a la casa de Korman. Éste ataca a Jack y lo detiene.
Después de dejar a Jack en libertad bajo fianza, Mahi Mahi se reúne con él y admite que Korman se ha ido con Betsy y que la va a forzar a casarse con él. Jack y Mahi Mahi corren al aeropuerto.
Betsy decide que no puede seguir adelante con la boda y se escapa de Korman.  Mientras tanto, después de cambiar los planes y encontrarse atrapado en San Jose, Jack intenta desesperadamente encontrar un vuelo a Las Vegas. Finalmente se encuentra con un grupo a punto de partir para Las Vegas, pero, para su sorpresa, descubre en pleno vuelo que son el capítulo de Utah de los "Flying Elvis" - un equipo de imitadores de Elvis. Jack se da cuenta ahora de que va a tener que saltar en paracaídas desde 3.000 pies con el fin de llegar a Betsy. Jack finalmente es capaz de superar su miedo y aterriza junto a Betsy, arruinando los planes de Korman.
La escena final muestra a Jack y Betsy casándose en una pequeña capilla de Las Vegas con los Flying Elvis de invitados.

## Reparto
- James Caan como Tommy Korman.
- Nicolas Cage como Jack Singer.
- Sarah Jessica Parker como Betsy.
- Peter Boyle como Chief Orman.
- Seymour Cassel como Tony Cataracts.
- Pat Morita como Mahi Mahi.
- Johnny Williams como Johnny Sandwich.
- John Capodice como Sally Molars.
- Robert Costanzo como Sidney Tomashefsky.
- Anne Bancroft como Bea Singer.
- Tony Shalhoub como Buddy Walker.
- Burton Gilliam como Roy Bacon.
- Bruno Mars como Elvis Presley.

## Banda sonora
La banda sonora se compone principalmente de covers de canciones de Elvis Presley realizadas por artistas contemporáneos.

### Lista de canciones
1. "Viva Las Vegas" - Bruce Springsteen
2. "Hound Dog" - (score)
3. "Are You Lonesome Tonight?" - Bryan Ferry
4. "Heartbreak Hotel" - Billy Joel
5. "Jailhouse Rock" - John Mellencamp
6. "Suspicious Minds" - Dwight Yoakam
7. "Burning Love" - Travis Tritt
8. "That's All Right" - Vince Gill
9. "Love Me Tender" - Amy Grant
10. "All Shook Up" - Billy Joel
11. "Blue Hawaii" - Willie Nelson
12. "(You're the) Devil in Disguise" - Trisha Yearwood
13. "Wear My Ring Around Your Neck" - Ricky Van Shelton
14. "Surrender" - Elvis Presley
15. "Jailhouse Rock" - Elvis Presley
16. "That's All Right" - Elvis Presley
17. "Can't Help Falling in Love" - Bono
18. "It's Now or Never" - Elvis Presley
19. "Can't Help Falling in Love" - (score)
20. "Le Donna e Mobile" - Franco Bonisolli
21. "Hawaii Kua Uli" - (score)
22. "Happy Talk" - Peter Boyle
23. "Hilo March" - (score)
24. "(Let Me) Be Your Teddy Bear - (score)
25. "Ka Lae O Makahonu" - (score)
26. "Waikiki Beach" - (score)
27. "Bali Hai" - Peter Boyle